# Phonarellus flavipes
Phonarellus flavipes är en insektsart som beskrevs av Hsia, Xiangwei Liu och Haisheng Yin 1991. Phonarellus flavipes ingår i släktet Phonarellus och familjen syrsor. Inga underarter finns listade i Catalogue of Life.